# 张舒越
张舒越（1997年4月11日—），黑龙江哈尔滨人，中央广播电视总台女主持人。

## 生平
1997年4月11日，张舒越出生在黑龙江省哈尔滨市。2015年考入中国传媒大学，此后担任腾讯视频综艺节目《女神TV》主持，北京卫视《海洋沙滩狂欢节》外景主持。2019年主持庆祝中华人民共和国成立70周年联欢活动《奋斗吧 中华儿女》，担任70周年天安门广场大联欢解说。在2019年举办的中央广播电视总台2019主持人大赛中获得文艺类银奖，并成为2020年中央广播电视总台春节联欢晚会的主持人之一。2021年7月16日，张舒越入选中央广播电视总台主持人名单。

## 主持节目

### 中央电视台
- 《正大综艺》
- 《山水间的家》（代班主持）
- 2019年庆祝中华人民共和国成立70周年联欢活动

## 引用来源
1. ↑  . 凤凰网娱乐.
2. ↑  . 中国新闻网.   [2021-04-29]. （原始内容存档于2021-05-17）.
3. ↑  朱学森. . 新浪. 2021-07-16  [2021-07-17]. （原始内容存档于2021-07-17）.